# Esgrima nos Jogos Europeus de 2015 - Espada individual feminino
A competição da espada individual feminino foi um dos eventos da esgrima nos Jogos Europeus de 2015, em Baku, no Azerbaijão. Foi disputada no Baku Crystal Hall no dia 23 de junho.

## Calendário
Horário de verão do Azerbaijão (UTC+5).
| Data        | Horário | Fase             |
| ----------- | ------- | ---------------- |
| 23 de junho | 09:00   | Primeira fase    |
| 23 de junho | 11:30   | Segunda fase     |
| 23 de junho | 12:40   | Oitavas de final |
| 23 de junho | 13:30   | Quartas de final |
| 23 de junho | 18:15   | Semifinal        |
| 23 de junho | 19:30   | Final            |

## Medalhistas
| Ouro   | ROU Ana Maria Brânză               |
| Prata  | RUS Yana Zvereva                   |
| Bronze | EST Erika Kirpu ROU Simona Gherman |

## Resultados

### Primeira fase
Os resultados da primeira fase foram os seguintes.

#### Grupo A
| Ent | Esgrimista                | Hungria | Polónia | Suécia | Roménia | Azerbaijão | Estónia | Eslováquia | V | L | V/B   | PM | PS | Diff. | CG | CF  |
| --- | ------------------------- | ------- | ------- | ------ | ------- | ---------- | ------- | ---------- | - | - | ----- | -- | -- | ----- | -- | --- |
| 34  | HUN Bianka Bukócki        |         | V4      | 2      | 1       | V          | V       | V          | 4 | 6 | 0.667 | 22 | 21 | 1     | 3  | 12  |
| 12  | POL Ewa Nelip             | 3       |         | V      | 3       | V          | 3       | V          | 3 | 6 | 0.500 | 24 | 20 | 4     | 4  | 15  |
| 20  | SWE Emma Samuelsson       | V       | 3       |        | 2       | V          | 4       | V          | 3 | 6 | 0.500 | 24 | 21 | 3     | 5  | 17  |
| 1   | ROU Ana Maria Brânză      | V       | V4      | V      |         | V          | V       | 3          | 5 | 6 | 0.833 | 27 | 15 | 12    | 1  | 4   |
| 30  | AZE Elmira Khudaverdiyeva | 2       | 0       | 2      | 1       |            | 3       | 3          | 0 | 6 | 0.000 | 11 | 30 | –19   | 7  | =33 |
| 9   | EST Julia Beljajeva       | 4       | V       | V      | 3       | V          |         | V          | 4 | 6 | 0.667 | 27 | 22 | 5     | 2  | 9   |
| 21  | SVK Dagmar Cipárová       | 2       | 4       | 2      | V       | V          | 2       |            | 2 | 6 | 0.333 | 20 | 26 | –6    | 6  | 29  |

#### Grupo B
| Ent | Esgrimista           | Estónia | Hungria | Reino Unido | Itália | Rússia | Sérvia | Azerbaijão | V | L | V/B   | PM | PS | Diff. | CG | CF |
| --- | -------------------- | ------- | ------- | ----------- | ------ | ------ | ------ | ---------- | - | - | ----- | -- | -- | ----- | -- | -- |
| 2   | EST Erika Kirpu      |         | 3       | V           | 3      | 1      | V      | V          | 3 | 6 | 0.500 | 22 | 18 | 4     | 3  | 16 |
| 29  | HUN Réka Bohus       | V       |         | 3           | 2      | 2      | 2      | V          | 2 | 6 | 0.333 | 19 | 24 | –5    | 6  | 27 |
| 13  | GBR Corinna Lawrence | 0       | V       |             | 2      | 2      | V      | V          | 3 | 6 | 0.500 | 19 | 22 | –3    | 4  | 22 |
| 18  | ITA Camilla Batini   | V       | V       | V           |        | V4     | V      | V          | 6 | 6 | 1.000 | 29 | 18 | 11    | 1  | 2  |
| 10  | RUS Olga Kochneva    | V       | V       | V3          | 3      |        | V      | V          | 5 | 6 | 0.833 | 26 | 12 | 14    | 2  | 3  |
| 22  | SRB Romana Caran     | 1       | V       | 3           | 4      | 3      |        | V          | 2 | 6 | 0.333 | 21 | 25 | –4    | 5  | 26 |
| 31  | AZE Samira Huseynova | 2       | 1       | 3           | 4      | 0      | 3      |            | 0 | 6 | 0.000 | 13 | 30 | –17   | 7  | 32 |

#### Grupo C
| Ent | Esgrimista              | Itália | Azerbaijão | Rússia | Finlândia | Ucrânia | Roménia | Estónia | V | L | V/B   | PM | PS | Diff. | CG | CF  |
| --- | ----------------------- | ------ | ---------- | ------ | --------- | ------- | ------- | ------- | - | - | ----- | -- | -- | ----- | -- | --- |
| 17  | ITA Alberta Santuccio   |        | V          | 1      | V4        | 2       | V       | 1       | 3 | 6 | 0.500 | 18 | 23 | –5    | 5  | 23  |
| 32  | AZE Maryam Malikova     | 4      |            | 1      | 0         | 3       | 2       | 1       | 0 | 6 | 0.000 | 11 | 30 | –19   | 7  | =33 |
| 8   | RUS Tatyana Andryushina | V      | V          |        | 4         | 2       | 4       | 3       | 2 | 6 | 0.333 | 23 | 22 | 1     | 6  | 25  |
| 23  | FIN Catharina Kock      | 1      | V          | V      |           | 3       | 3       | V       | 3 | 6 | 0.500 | 22 | 22 | 0     | 4  | =20 |
| 3   | UKR Yana Shemyakina     | V      | V          | V      | V         |         | V       | V       | 6 | 6 | 1.000 | 30 | 16 | 14    | 1  | 1   |
| 25  | ROU Amalia Tătăran      | 3      | V          | V      | V         | 2       |         | V       | 4 | 6 | 0.667 | 25 | 22 | 3     | 2  | 11  |
| 11  | EST Katrina Lehis       | V      | V          | V      | 4         | 4       | 3       |         | 3 | 6 | 0.500 | 26 | 20 | 6     | 3  | 13  |

#### Grupo D
| Ent | Esgrimista           | Estónia | Luxemburgo | Roménia | Rússia | Alemanha | Itália | Hungria | V | L | V/B   | PM | PS | Diff. | CG | CF  |
| --- | -------------------- | ------- | ---------- | ------- | ------ | -------- | ------ | ------- | - | - | ----- | -- | -- | ----- | -- | --- |
| 7   | EST Irina Embrich    |         | 3          | V       | 3      | 1        | V      | V       | 3 | 6 | 0.500 | 22 | 22 | 0     | 4  | =20 |
| 24  | LUX Lis Fautsch      | V       |            | 4       | V      | 4        | 4      | 4       | 2 | 6 | 0.333 | 26 | 25 | 1     | 5  | 24  |
| 14  | ROU Simona Pop       | 1       | V          |         | 2      | 2        | V      | 3       | 2 | 6 | 0.333 | 18 | 27 | –9    | 6  | =30 |
| 15  | RUS Anna Sivkova     | V       | 2          | V       |        | V        | V      | V       | 5 | 6 | 0.833 | 27 | 18 | 9     | 1  | 5   |
| 4   | GER Britta Heidemann | V       | V          | V       | 4      |          | 2      | V       | 4 | 6 | 0.667 | 26 | 20 | 6     | 2  | 8   |
| 27  | ITA Brenda Briasco   | 4       | V          | 3       | 4      | V        |        | V       | 3 | 6 | 0.500 | 26 | 24 | 2     | 3  | 18  |
| 35  | HUN Vivien Várnai    | 2       | V          | V       | 0      | 3        | 3      |         | 2 | 6 | 0.333 | 18 | 27 | –9    | 6  | =30 |

#### Grupo E
| Ent | Esgrimista         | Roménia | Israel | Hungria | Áustria | Itália | Rússia | Azerbaijão | V | L | V/B   | PM | PS | Diff. | CG | CF  |
| --- | ------------------ | ------- | ------ | ------- | ------- | ------ | ------ | ---------- | - | - | ----- | -- | -- | ----- | -- | --- |
| 5   | ROU Simona Gherman |         | V      | 4       | V       | 4      | 3      | V          | 3 | 6 | 0.500 | 26 | 21 | 5     | 4  | 14  |
| 19  | ISR Avital Marinuk | 2       |        | 2       | 4       | V      | V      | V          | 3 | 6 | 0.500 | 23 | 23 | 0     | 5  | 19  |
| 28  | HUN Anna Kun       | V       | V      |         | V       | 4      | 4      | V          | 4 | 6 | 0.667 | 28 | 20 | 8     | 2  | 7   |
| 26  | AUT Paula Schmidl  | 4       | V      | 2       |         | 4      | 2      | V          | 2 | 6 | 0.333 | 22 | 28 | –6    | 6  | 28  |
| 16  | ITA Giulia Rizzi   | V       | 2      | V       | V       |        | V      | V          | 5 | 6 | 0.833 | 27 | 19 | 8     | 1  | 6   |
| 6   | RUS Yana Zvereva   | V       | 4      | V       | V       | 2      |        | V          | 4 | 6 | 0.667 | 26 | 22 | 4     | 3  | 10  |
| 33  | AZE Nubar Malikova | 0       | 2      | 2       | 4       | 0      | 3      |            | 0 | 6 | 0.000 | 11 | 30 | –19   | 7  | =33 |

### Fase final
Os resultados finais se deram da seguinte maneira.

#### Final
|  | Final |                      |    |
|  |       |                      |    |
|  | 4     | ROU Ana Maria Brânză | 15 |
|  | 10    | RUS Yana Zvereva     | 11 |

#### Metade superior
|  | Segunda fase | Segunda fase            | Segunda fase |  |  | Oitavas de final | Oitavas de final        | Oitavas de final     |    |    | Quartas de fnal    | Quartas de fnal | Quartas de fnal |  |  | Semifinal | Semifinal | Semifinal |
|  |              |                         |              |  |  |                  |                         |                      |    |    |                    |                 |                 |  |  |           |           |           |
|  |              |                         |              |  |  |                  |                         |                      |    |    |                    |                 |                 |  |  |           |           |           |
|  |              |                         |              |  |  | 1                | UKR Yana Shemyakina     | 13                   |    |    |                    |                 |                 |  |  |           |           |           |
|  | 17           | SWE Emma Samuelsson     | 11           |  |  | 16               | EST Erika Kirpu         | 14                   |    |    |                    |                 |                 |  |  |           |           |           |
|  | 16           | EST Erika Kirpu         | 15           |  |  |                  |                         |                      |    | 16 | EST Erika Kirpu    | 15              |                 |  |  |           |           |           |
|  | 9            | EST Julia Beljajeva     | 15           |  |  |                  | 9                       | EST Julia Beljajeva  | 11 |    |                    |                 |                 |  |  |           |           |           |
|  | 24           | LUX Lis Fautsch         | 8            |  |  | 9                | EST Julia Beljajeva     | 15                   |    |    |                    |                 |                 |  |  |           |           |           |
|  | 25           | RUS Tatyana Andryushina | 15           |  |  | 25               | RUS Tatyana Andryushina | 11                   |    |    |                    |                 |                 |  |  |           |           |           |
|  | 8            | GER Britta Heidemann    | 14           |  |  |                  |                         |                      |    |    | 16                 | EST Erika Kirpu | 11              |  |  |           |           |           |
|  |              |                         |              |  |  |                  | 4                       | ROU Ana Maria Brânză | 12 |    |                    |                 |                 |  |  |           |           |           |
|  |              |                         |              |  |  | 5                | RUS Anna Sivkova        | 14                   |    |    |                    |                 |                 |  |  |           |           |           |
|  | 21           | FIN Catharina Kock      | 15           |  |  | 21               | FIN Catharina Kock      | 15                   |    |    |                    |                 |                 |  |  |           |           |           |
|  | 12           | HUN Bianka Bukócki      | 12           |  |  |                  |                         |                      |    | 21 | FIN Catharina Kock | 4               |                 |  |  |           |           |           |
|  | 13           | EST Katrina Lehis       | 15           |  |  |                  | 4                       | ROU Ana Maria Brânză | 15 |    |                    |                 |                 |  |  |           |           |           |
|  | 20           | EST Irina Embrich       | 14           |  |  | 13               | EST Katrina Lehis       | 12                   |    |    |                    |                 |                 |  |  |           |           |           |
|  |              |                         |              |  |  | 4                | ROU Ana Maria Brânză    | 15                   |    |    |                    |                 |                 |  |  |           |           |           |
|  |              |                         |              |  |  |                  |                         |                      |    |    |                    |                 |                 |  |  |           |           |           |

#### Metade inferior
|  | Segunda fase | Segunda fase          | Segunda fase |  |  | Oitavas de final | Oitavas de final     | Oitavas de final |    |    | Quartas de fnal    | Quartas de fnal    | Quartas de fnal |  |  | Semifinal | Semifinal | Semifinal |
|  |              |                       |              |  |  |                  |                      |                  |    |    |                    |                    |                 |  |  |           |           |           |
|  |              |                       |              |  |  |                  |                      |                  |    |    |                    |                    |                 |  |  |           |           |           |
|  |              |                       |              |  |  | 3                | RUS Olga Kochneva    | 10               |    |    |                    |                    |                 |  |  |           |           |           |
|  | 19           | ISR Avital Marinuk    | 9            |  |  | 14               | ROU Simona Gherman   | 15               |    |    |                    |                    |                 |  |  |           |           |           |
|  | 14           | ROU Simona Gherman    | 15           |  |  |                  |                      |                  |    | 14 | ROU Simona Gherman | 15                 |                 |  |  |           |           |           |
|  | 11           | ROU Amalia Tătăran    | 10           |  |  |                  | 6                    | ITA Giulia Rizzi | 10 |    |                    |                    |                 |  |  |           |           |           |
|  | 22           | GBR Corinna Lawrence  | 15           |  |  | 22               | GBR Corinna Lawrence | 12               |    |    |                    |                    |                 |  |  |           |           |           |
|  | 27           | HUN Réka Bohus        | 7            |  |  | 6                | ITA Giulia Rizzi     | 15               |    |    |                    |                    |                 |  |  |           |           |           |
|  | 6            | ITA Giulia Rizzi      | 15           |  |  |                  |                      |                  |    |    | 14                 | ROU Simona Gherman | 8               |  |  |           |           |           |
|  | 7            | HUN Anna Kun          | 15           |  |  |                  | 10                   | RUS Yana Zvereva | 15 |    |                    |                    |                 |  |  |           |           |           |
|  | 26           | SRB Romana Caran      | 7            |  |  | 7                | HUN Anna Kun         | 10               |    |    |                    |                    |                 |  |  |           |           |           |
|  | 23           | ITA Alberta Santuccio | 10           |  |  | 10               | RUS Yana Zvereva     | 15               |    |    |                    |                    |                 |  |  |           |           |           |
|  | 10           | RUS Yana Zvereva      | 13           |  |  |                  |                      |                  |    | 10 | RUS Yana Zvereva   | 14                 |                 |  |  |           |           |           |
|  | 15           | POL Ewa Nelip         | 15           |  |  |                  | 18                   | POL Ewa Nelip    | 11 |    |                    |                    |                 |  |  |           |           |           |
|  | 18           | ITA Brenda Briasco    | 14           |  |  | 18               | POL Ewa Nelip        | 15               |    |    |                    |                    |                 |  |  |           |           |           |
|  |              |                       |              |  |  | 2                | ITA Camilla Batini   | 11               |    |    |                    |                    |                 |  |  |           |           |           |
|  |              |                       |              |  |  |                  |                      |                  |    |    |                    |                    |                 |  |  |           |           |           |